# Igilgili
Igilgili est une ancienne cité berbère et une colonie phénicienne, carthaginoise et romaine située sur la côte nord-est de l'actuelle Algérie, à l'emplacement de la ville moderne de Jijel.

## Histoire
Igilgili était initialement une petite colonie carthaginoise et un port commercial phénicien (langue punique : 𐤂𐤋𐤀𐤉𐤂𐤋 (ʾyglgl), ou , 𐤂𐤋𐤕𐤉𐤂𐤋𐤀 (ʾyglglt)). Ce nom semble combiner (ʾy) (langue punique : 𐤀𐤉 (île)) avec un suffixe qui pourrait être d'origine sémitique ou berbère.
Après les Guerres puniques, Igilgili fut attribuée aux alliés de Rome en Afrique du Nord. Après la défaite de Jugurtha par Rome et ses alliés en 105 av. J.-C., la ville passa sous domination romaine directe. En 33 av. J.-C., sous Auguste, Igilgili devint une colonie romaine, accordant ainsi la citoyenneté romaine à ses habitants. Une fois l’Afrique du Nord entièrement occupée par les Romains, la ville fut administrativement rattachée à la province romaine de Maurétanie Césarienne, puis plus tard à celle de Maurétanie Sitifienne. À cette époque, Igilgili prospéra, atteignant près de 6 000 habitants et devenant une ville très riche grâce à son commerce avec les autres colonies de l'Empire romain.

« Le site se trouve sur une péninsule basse et une petite plaine côtière entourée d'un anneau de collines, environ à mi-chemin entre Bône (Annaba) et Alger. La colonie romaine, fondée par Auguste (Pline, HN 5.21), est mentionnée par Ptolémée (4.2.2), dans l’Itinéraire d’Antonin, la Table de Peutinger et par le Géographe de Ravenne. C’était un port d’une importance considérable jusqu'à la période byzantine. Six routes en partaient... Les vestiges des remparts de la ville (aujourd’hui disparus) appartenaient à la période romaine. Un aqueduc venait du sud. Au sud-est de la colline de Saint-Ferdinand, se trouvaient des thermes publics. Ceux-ci ont révélé des mosaïques dionysiaques et ornementales, aujourd’hui conservées au musée de Skikda (anciennement Philippeville), ainsi que des sculptures (une tête de satyre au musée d’Alger). Parmi les autres artefacts découverts figurent des statuettes, des lampes et des stèles votives, conservées au musée de Skikda et au Louvre. »

La population d’Igilgili et de ses environs devint massivement chrétienne au IVe siècle, avec la formalisation de cette religion sous l’empereur Constantin Ier, bien que les premières conversions remontent à deux siècles plus tôt. En 374 apr. J.-C., lorsque l’empereur Valentinien Ier envoya son magister militum Théodose (père de Théodose Ier) pour attaquer Firmus, ce dernier débarqua à Igilgili. Là, Firmus tenta de négocier un compromis avec lui, mais Théodose refusa toute paix, considérant Firmus comme un usurpateur s’étant proclamé empereur. Avec le soutien des tribus berbères locales, Firmus contraignit Théodose à une campagne sanglante et désespérée, qui ravagea la région d’Igilgili pendant plusieurs années. Finalement, Firmus fut trahi par l’un de ses partisans et choisit de se suicider plutôt que d’être capturé.
La ville romaine resta prospère jusqu'à l'attaque et la destruction partielle par les Vandales en 429 apr. J.-C.. Par la suite, en 533 apr. J.-C., la ville fut reprise aux Vandales par les Byzantins (Empire romain d’Orient) et leurs alliés romano-africains (Berbères romanisés). Sous la domination byzantine, le catholicisme et le mode de vie romain furent restaurés, tandis que les Vandales restants trouvèrent refuge dans les montagnes environnantes, correspondant à l’actuelle Petite Kabylie.
À l'arrivée des Omeyyades et de l'islam dans la région à la fin du VIIe siècle, des officiers byzantins accompagnés de troupes, ainsi que certains catholiques romains et Berbères latinisés, vivaient dans la ville d'Igilgili. Aux abords de la ville, les campements étaient peuplés de paysans berbères Kutama (appelés Ucutamani par les Byzantins), qui n'étaient pas entièrement christianisés.
Vers 650 apr. J.-C., les premiers cavaliers de l’islam apparurent dans la région. En 698 apr. J.-C., la reine Kahina fut vaincue par les troupes musulmanes de Hassan Ibn Numan, et la ville d’Igilgili fut rebaptisée Jijel. Elle fut alors intégrée à l’empire omeyyade.
La population de la région, alors principalement chrétienne, se convertit à l’islam, et dès la fin du VIIIe siècle, elle était majoritairement musulmane. La langue arabe s’y diffusa lentement et progressivement, remplaçant le latin dans la ville de Jijel uniquement au début du VIIIe siècle.